# توم لوكاس
توم لوكاس (بالإنجليزية: Tom Lucas) هو لاعب  سباعيات رغبي ‏ أسترالي، ولد في 23 نوفمبر 1993.

## وصلات خارجية
- توم لوكاس على موقع سلسلة سباعيات الرغبي العالمية - رجال (الإنجليزية)
- توم لوكاس على موقع اتحاد ألعاب الكومنولث (مؤرشف) (الإنجليزية)